# Vajtim

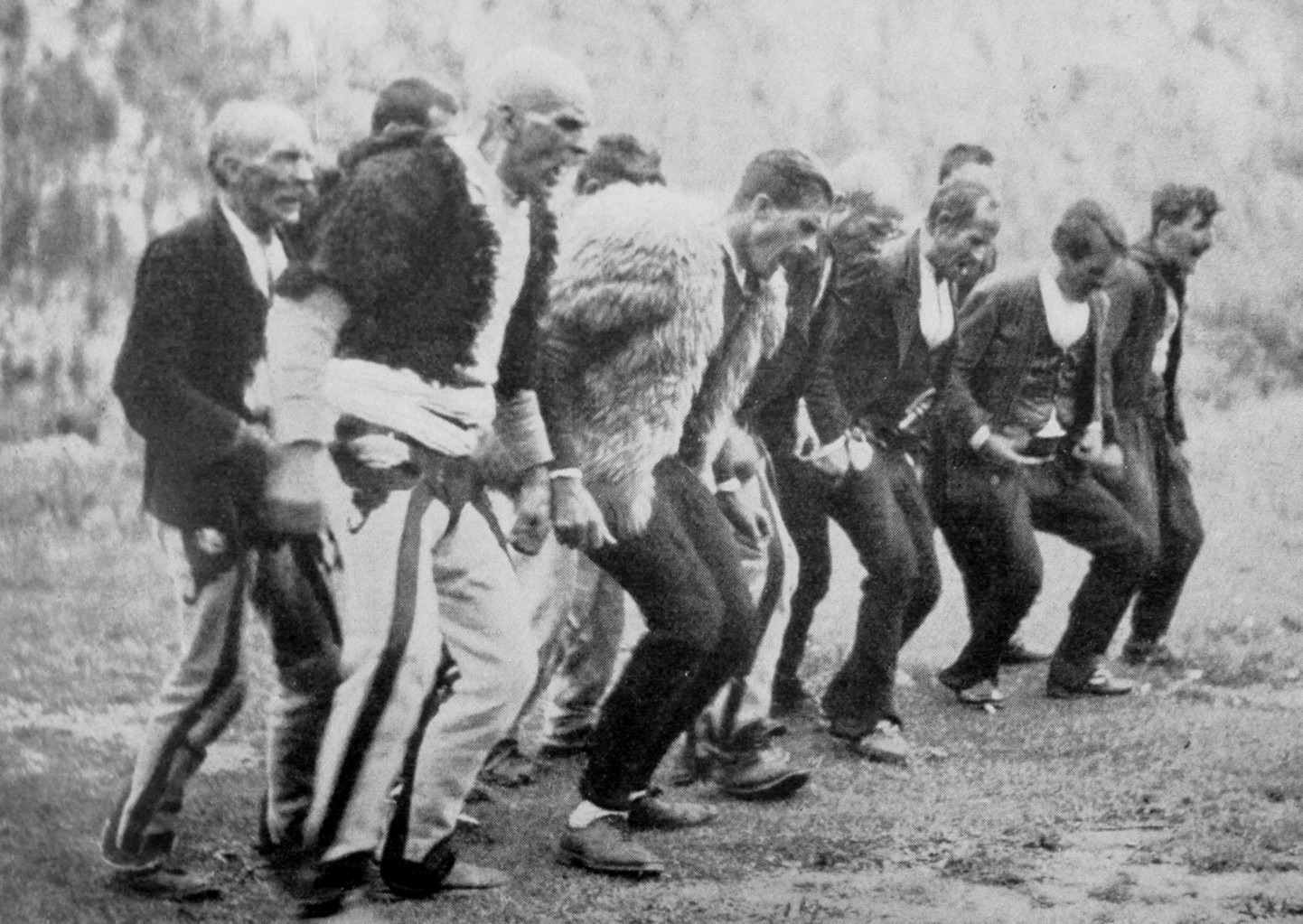
Pratica del gjâmë dagli uomini di Theth (Shala) al funerale di Ujk Vuksani, 1937

Il vajtim o gjëmë (gjâmë nel dialetto ghego della lingua albanese) è il canto funebre o lamento dei morti nell'usanza albanese da parte di una donna o di un gruppo di donne. Nel nord dell'Albania, si possono vedere anche uomini che cantano.

## Albania meridionale
Nel sud dell'Albania una donna canta di solito versi poetici e un coro posto dietro di lei riprende il ritornello. Nel sud dell'Albania solo le donne partecipano al vajtim, mentre nel nord dell'Albania possono partecipare anche gli uomini. La canzone chiede al defunto di alzarsi dalla morte perché tutto ciò che possedeva e tutto ciò che gli era caro lo richiama a tornare in vita. In passato le persone professioniste del lutto venivano assunte per eseguire un buon vajtim dalle famiglie benestanti. Il viaggiatore turco Evliya Çelebi, visitò Gjirokastër (Argirocastro), nel sud dell'Albania, allora parte dell'Impero ottomano nel 1670, e riportò dalla città il seguente resoconto:
La gente di Gjirokastra piange i loro parenti morti da quaranta o cinquanta, anzi fino a ottanta anni. Ogni domenica tutti i parenti del defunto si radunano in una casa costruita a fatica, pagando persone in lutto come professione che piangono e gemono, e si addolorano e si lamentano, alzando un gran rumore e pianti. Nessuno può sopportare di essere in città la domenica a causa di tutto il rumore e il clamore. Ho soprannominato Gjirokastra la città del pianto. È una grande meraviglia come i professionisti del lutto riescano a piangere e lamentarsi con tale sentimento - più che dei propri parenti - per qualcuno che è morto da cento anni e al quale non sono nemmeno imparentati. E come si lamentano! È solo quando sono sfiniti dalla fame che desistono.
Un particolare tipo di cajtim è l'"E qara me ligje" (in italiano: "Piangendo con i lamenti"), che è un sottogenere del lutto iso-polifonico che si trova principalmente nella regione della Labëria.
L'esclamazione usata nelle canzoni è un Oi-oi prolungato. Il termine Oirat è usato dal compositore albanese Aleksandër Peçi nella sua opera Oirat.

## Albania settentrionale
Gjâma e Burrave, (in italiano "Lamento degli uomini") è un rito della mortuario compiuto solo da uomini e solo per gli uomini, in Albania, esclusivamente negli altopiani di Dukagjin, Gjakovë e Iballë, Pukë. Per eseguire questo rito è necessario un numero minimo di dieci o più uomini. Durante il rituale, gli uomini si battono il petto e si graffiano il viso, ripetendo: O i mjeri unë për ty o biri/nipi/miku jem, (Oh povero me, o mio figlio/nipote/amico), a seconda del defunto. Il gjâma serviva allo scopo unico di esprimere il proprio dolore, ma allo stesso tempo di diffondere la cattiva notizia nelle regioni adiacenti affinché altri venissero a visitare la famiglia del defunto. La pratica venne severamente vietata durante il regime comunista e fu ripresa dopo il 1990. L'origine del gjâma è collegata alla morte di Skanderbeg nel 1468. L'ipotesi della connessione tra il gjâma e la morte di Skanderbeg si basa sulle osservazioni di Marin Barleti secondo cui il condottiero Lekë Dukagjini si era strappato i capelli e la barba in segno di profondo dolore per la morte del suo capo. La tradizione è sopravvissuta nella regione storica della Malësia.
I cattolici albanesi praticavano il gjâma più spesso dei musulmani albanesi nella regione della Malësia. Secondo la fede musulmana, agli uomini è vietato piangere per i morti. Oggi i cattolici albanesi del Montenegro non eseguono più il gjâma e assumono invece persone professioniste del lutto chiamate gjâmatarë, dal nord dell'Albania.
Il vajtim è ben noto nella mitologia albanese. Una delle parti più belle del Ciclo dei Kreshnikë è il Vajtimi i Ajkunës, (in italiano Lamento di Ajkuna).